# Waczak szálló
A Waczak szálló (eredeti címe: Fawlty Towers) egy angol helyzetkomédia, melyet a BBC készített és először a BBC2 sugárzott 1975-ben. A történet a kitalált Waczak szálló nevű hotelben játszódik, mely egy devonshire-i városban, Torquayben található, az „angol riviérán”. Annak ellenére, hogy csak 12 rész készült, a későbbi hasonló sorozatokra gyakorolt hatása máig tart. A sorozatot John Cleese és Connie Booth írta, akik a főbb szerepeket is játszották. A 12 részt két szériában adták le: az elsőt 1975-ben, melynek producere és rendezője John Howard Davies volt; a másodikat 1979-ben, ennek a producere Douglas Argent, rendezője pedig Bob Spiers volt.

## Háttér és inspiráció
A sorozat létrejöttét megelőzően az angol tengerpart panziói és tulajdonosaik vonalasságukról és meg nem alkuvásukról voltak ismertek. Cleese a cégén keresztül több személyiségfejlesztő videókazettát is megjelentetett, amelyeken a céges szigor és a vendégbarát kiszolgálás között feszülő ellentétet parodizálta.
A Waczak szálló ötlete akkor született meg, amikor a Monty Python csoport egy ízben megszállt a torqayi Gleneagles Hotelben. Cleese és Booth a Python műsor felvétele után a hotelben maradt. A tulajdonos, Donald Sinclair nagyon modortalan volt, a kérdésre, hogy mikor érkezik a következő városba induló busz, odahajított egy menetrendet, Eric Idle ottfelejtett bőröndjét pedig a kerti fal mögött helyezte el, attól tartva hogy esetleg bombát rejt (egy ketyegő ébresztőóra volt benne). Kritizálta az amerikai Terry Gilliam étkezési szokásait is, aki szerinte túlságosan is amerikai módon evett (előre felvagdosta a húst, majd a darabokat villával felcsipegette). Feltehetőleg ez utóbbi incidens adta az ötletet ahhoz, hogyan viselkedjen Basil a „Waldorf Saláta” című epizódban az amerikai vendéggel.
Sinclair 1981-ben halt meg Angliában. (Érdekesség, hogy Basil Waczak többször is hivatkozik kanadai rokonságára, azzal is viccelődik, hogy egyszer oda szökik majd meg a felesége elől. Ehhez fűződően terjedhetett el a szóbeszéd, miszerint Sinclair kivándorolt Kanadába, pedig valójában sosem hagyta el Torqayt.) Mr. Sinclair és rokonai nem örültek túlságosan annak, ahogyan a sorozatban ábrázolták őket, de a stáb tagjai és a korábbi vendégek állításai szerint nála is hasonlóan nevetséges események zajlottak le, mint amilyenek a műsorban is láthatók. Donald Sinclair két lánya úgy véli, hitelesen ábrázolták édesapjukat. Idősebb lánya Beatrice (Ann) 17 éves korában Amerikába menekült a szülei elől, akik 12 évesen kivették őt az iskolából, hogy egész nap a szállodában dolgoztathassák.
Bill Cotton, a BBC szórakoztató részlegének vezetője szerint az első szezon volt a legelső példája annak a törekvésnek, amely szerint a BBC az új ötleteket bátorítva új szórakoztatási formákkal kezdett kísérletezni. Állítása szerint, amikor elolvasta az első forgatókönyveket, semmi mulatságosat nem talált bennük, de bízott abban, hogy Cleese tudja, mit csinál, és zöld utat adott a sorozatnak. Szerinte a nézettségi adataikra nagy figyelmet fordító kereskedelmi csatornák a forgatókönyvek alapján sosem engedték volna legyártani a műsort.

## Szereplők
- John Cleese (Basil Waczak) – Kerekes József
- Prunella Scales (Sybil Waczak) – Kiss Erika
- Andrew Sachs (Manuel) – Szokol Péter
- Connie Booth (Polly Sherman) – Solecki Janka
- Ballard Berkeley (Gowen őrnagy) – Szersén Gyula
- Gilly Flower (Miss Abitha Tibbs) – Kassai Ilona
- Renee Roberts (Miss Ursula Gatsby)
- Brian Hall (Terry – 2. sorozat) (1979)

A sorozatot Magyarországon eleinte feliratozva mutatták be, 2008 januárjában azonban az M2 csatorna egy szinkronizált változatot tűzött műsorára, melyet a rajongók az internetes fórumokon többnyire kemény kritikával illettek.

### Basil Waczak
(Eredeti neve: Basil Fawlty.) Basil sznob, fukar, idegengyűlölő, emellett jellemző rá a prűdség és a paranoia is. Kétségbeesetten próbál a felsőbb társadalmi rétegekhez tartozni. Úgy érzi, szállójába jobban illenének e csoport tagjai, de munkája során gyakran kényszerül arra, hogy kedves legyen az általa lenézett emberekkel is.
Felesége gyakran áll elő olyan kívánságokkal, amelyek keresztülhúzzák a terveit. Párja a vitáik során gyakran sértegeti őt (például öregedő, brillantinozott botsáskának nevezi), és ő is gyakran tölti ki haragját a feleségén, de míg ő általában csak szóban, a felesége néha ütlegek formájában is. Terveinek megvalósításához rendszerint Manuel vagy Polly segítségét kéri, miközben megpróbál mindent elkövetni azért, hogy Sybil ne jöjjön rá semmire.
Basil hadtáposként szolgált a Brit Hadseregben, de úgy állítja be a dolgot, mintha a fronton állomásozott volna. Azt állítja: „Harcoltam a koreai háborúban, négy embert öltem meg”, a felesége azonban a fenyegetést viccesen úgy kommentálja, hogy „a konyhán dolgozott, megmérgezte őket”. Katonásra vágott bajuszt és gyakran katonai nyakkendőt hord. Rendszeresen emlegeti háborús sérülését (srapnel), főleg hogy elterelje a figyelmet egy-egy kínos tévedéséről.
John Cleese szerint Basil úgy érzi, hogy a vendégek alkalmatlankodása nélkül tudná a legjobban működtetni a szállodáját.

### Sybil Waczak
(Eredeti neve: Sybil Fawlty.) Basil felesége és üzlettársa. Általában úgy tűnik, hogy ő a jobb a szálloda vezetésében. Ellenőrzi Basil munkáját és ő foglalkozik a problémás vendégekkel is. Ennek ellenére ritkán vesz részt közvetlenül a szálloda üzemeltetésében, a munka nagyját férjére hagyja; inkább csak a forgalmas bejelentkezési vagy étkeztetési időszakokban van jelen, mikor a többieknek sok a dolguk. Rendszerint akkor látható, amikor valamelyik barátnőjének (leginkább a „Házassági évforduló” című részben szereplő Audrey-nak) telefonál vagy a vendégekkel beszélget. Gyakran flörtöl a szálló férfivendégeivel, még azok látható viszolygása sem tartja vissza. Hangja és nevetése (amely Basil szerint olyan, mintha valaki éppen legéppisztolyozna egy fókát) egyaránt idegesítő. Basil számos jelzővel illeti, amelyeket időnként a szemébe is mond, például: „sárkány”, „mérgező törpe”, „golfozó puffogó vipera”, „kis viperafészkem”, „kis piranhám”, „kis parancsnokom” és az emlékezetes „gonosz, fésült vén anyadisznó”.

### Polly Sherman
Pincérnőként dolgozik, de emellett más feladatokat is ellát. Józan gondolkodású, de mindig segít Basil baklövéseit leplezni, egyben Mr. Waczak leplezésre szőtt képtelen terveinek szerzőtársa és lelkes kivitelezője.
Polly elvileg részmunkaidős, feltételezhetően azért, mert képzőművészetet tanul; az egyik részben látható, amint egy vázlatot készít, amely valószínűleg egy Basilt impresszionista stílusban ábrázoló karikatúra, és amelyet a modellen kívül („Mi ez a nyakkendős szemétdomb?”) mindenki rögtön fel is ismer. Polly az elkészült műveket (és a szálloda egyéb képeit) olykor el is adja a hotel vendégeinek, hogy ezzel egészítse ki pincérnői fizetését.

### Manuel
Manuel a hotel jó szándékú és zavaros beszédű pincére, aki Barcelonából érkezett és nehezen érti az angol nyelvet. Ingerlékeny főnöke folyamatosan inzultálja emiatt, szóban és tettleg egyaránt. Retteg Mr. Waczak haragjától és erőszakos kirohanásaitól, de emellett hálás is a tőle kapott állásért. Gyakran spanyolul kérdez vissza, amikor nem ért valamit („¿qué?”), illetve így is nyugtázza a kapott feladatot, amikor végre sikerül megértenie („sí”).
Manuel alakja a sorozat Spanyolország legnagyobb részén vetített változatában mexikói, a Baszkföldön vetített változatban pedig olasz – itt át is keresztelték őt Manolóra.
A szereplő népszerűségét tanúsítja, hogy a londoni Madame Tussaud panoptikuma vendégeit érkezéskor Manuel viaszszobra fogadja.

### Más állandó szereplők
Gowen őrnagy egy szenilis öreg katona, aki a hotel állandó lakója. Szívesen társalog a külvilág dolgairól (különösen a kriketteredményekről és a munkássztrájkokról). A Waczakkal való társalgást két állandó témával nyitja: az újság megérkezett-e (akkor is megkérdezi, ha éppen a hóna alatt van), illetve Waczak észrevette-e, hogy már 6 óra, és ideje kinyitni a bárt, hogy az őrnagy megihasson egy „gyümölcslevet” („Vén piás” – mondja rá Waczak). A második világháború veteránjaként rossz emlékeket őriz a németekről. Bár Basil gyakran türelmetlenül és durván bánik vele, nyilvánvalóan kedvelik egymást.
Miss Tibbs és Miss Gatsby két kissé bolondos vénkisasszony, akik szintén a hotel állandó (egymástól szinte elválaszthatatlan) vendégei. Láthatóan kedvelik Basilt, aki beszélgetéseik alkalmával jól leplezi modortalanságát.
Terry, a séf a Waczak szálló szakácsa. Nyugodt, kényelmes tempóban szokott főzni, ami Basilt időnként kihozza a sodrából. A második évadban jelenik meg, a német szakács, Kurt helyetteseként. Korábban Dorchesterben dolgozott (nem a Dorchester Hotelben).
Az újságos fiú, nem látható túl gyakran. Ő szokta átcserélni a „FAWLTY TOWERS” („Waczak szálló”) tábla betűit, annak különböző (többnyire vicces vagy durva kifejezést tartalmazó) változataira, mint például „Fatty Owls” („Dagi Baglyok”), „Flay Otters” („Nyúzott Vidrák”), „Farty Towels” („Fingós Törülközők”), „Watery Fowls” („Vizes Baromfik”) és „Flowery Twats” („Virágos Picsák”), amelyek közül az utolsó a „Fawlty Towers” anagrammája.
Audrey Sybil barátnője, aki rendszerint Sybilt hívja fel, ha a férjével, George-dzsal valami konfliktusa adódik – ami sokszor előfordul. Basil egyértelműen utálja ezt, már csak azért is, mert Sybil részéről az ilyen telefonálások lényegében a „tudom“ szócska elnyújtott ismételgetéséből állnak, ami Basilnek az idegeire megy. Személyesen csak egyszer jelenik meg a sorozatban Audry, a Házassági évforduló című részben.

## A cselekmény
|  | Alább a cselekmény részletei következnek! |

Az egyes részek Basil Waczak sikerre való törekvése, és a kudarcokat követő csalódások körül forognak. A humor általában Basil agresszív viselkedéséből adódik, amelyet a vendégekkel, az alkalmazottakkal és feleségével való dühös, de mégis szellemes vitái kísérnek. Felesége gyakran hasonló vehemenciával válaszol, megfélemlítve ezzel Basilt. Némelyik epizód végére Basilnek sikerül felbosszantania a vendégeket, akiktől szintén megkapja a magáét.
A cselekmények intrikus és komikus elemekből állnak, tartalmaznak véletlen egybeeséseket, félreértéseket, érdekütközéseket, véletlen és elmulasztott találkozásokat. A szex mint téma gyakran jelen van, kiváltva a konzervatív, különc Basil undorodását.
A hotel vendégei jellemzően Basil komikus ellentétpárjai, akiknek időnként elfogadható, időnként pedig lehetetlen kérései próbára teszik Basil türelmét. A sorozatban fellelhető egy kevés fekete humor is. Például Basil a felesége jelenlétében a következőt kérdezi valakitől: „Látta már a Hogyan öljük meg a feleségünket? című filmet? …Borzasztó jó, én hatszor is megnéztem”; egy másik jelenetben pedig azt kérdezi egy vendégtől: „Nem kellene fontolóra vennie, hogy a tengerhez közelebb keressen szállást? Vagy még inkább benne?” Basil a legapróbb hibákért is ledorongolja a szánalmasan védekezni próbáló Manuelt, gyakran meg is pofozza, de előfordul az is, hogy fejbe vágja egy serpenyővel.
Basil kimondottan elitista, lenézi a hotelben tartózkodó „csőcseléket” és egyre reménytelenebb kísérletek és egyre fájdalmasabb baklövések árán próbálja keresni a gazdagok kegyeit, miközben folyton arra kényszerül, hogy az általa megvetett embereket kiszolgálja. Basil törekvései nem érik el céljukat, vendégei undorodva távoznak a hotelből, házassága pedig egyre inkább válságba kerül.

## Az epizódok
A műsor legelőször a BBC 2-n került adásba 1975. szeptember 19-én. Az első évadot John Howard Davies, a másodikat pedig Bob Spiers rendezte.
A két utolsó rész készítését megzavarta a BBC technikai személyzetének sztrájkja, amely miatt a „Házassági évforduló” című részben Reget alakító színészt lecserélték, a rész adásidejét pedig egy héttel elhalasztották. A „Basil, a patkány” című rész a kazetta eltűnése miatt csak hat hónappal később (a sorozat megismétlése után) került adásba.
A Not the Nine O'Clock News („Ez nem a kilenc órás híradó”) című vígjátéksorozat eredetileg az egyik Waczak szálló rész után debütált volna. Az első rész tartalmaz egy Cleese által készített jelenetet, amelyben a mérnökök sztrájkjára utalva Basil Waczakként jelenti be, hogy a következő rész nem készült el az adott hétre és helyette egy „topis revüt” láthatnak majd a nézők, azonban az 1979-es brit országos képviselőválasztás miatt politikailag helytelennek ítélték a sorozatot és csak a választások után kerülhetett adásba, amikorra a jelenet már aktualitását vesztette.
Mikor legelőször adásba kerültek, az egyes részek címei még nem voltak kiírva a képernyőre, a címfeliratok csak az 1980-as években kiadott VHS változatnál jelentek meg, a műsorújságokban pedig a részek munkacímei szerepeltek (például a „Waldorf saláta” helyett „USA”, a „A hal és a hulla” helyett „Haláleset”, a „Basil, a patkány” helyett „Patkány”).
A szóbeszéd szerint létezik egy elveszett 13. rész is, amelyben egy áramszünet miatt sötétség borul a szállodára. John Cleese a Fawlty Towers Re-Opened című dokumentumfilmben cáfolta ennek az epizódnak a létezését, és senki más sem erősítette meg sem a sorozat szereplői, sem készítői közül.

## Díjak
- 1976, BAFTA TV díj, Legjobb helyzetkomédia, John Howard Davies[7]
- 1980, BAFTA TV díj, Legjobb komikus előadó, John Cleese és Legjobb helyzetkomédia, Douglas Argent és Bob Spiers
- 2000, a legjobb brit televízióműsorok listáján a szakma képviselői az első helyre sorolták be.[8]
- 2004, a BBC legjobb brit helyzetkomédiáinak listáján meglepetésre csak az ötödik helyezést érte el.[9]
- 2006. január, a vígjátékírók The Ultimate Sitcom listáján a második helyezést érte el, a Fraiser mögött.
- 2006. május 14. A legviccesebb vígjátékszereplők listáján Basil Waczak az ötödik helyezést éri el.

## Átdolgozások
Amerikában három átdolgozás készült a sorozat alapján. Az első, amely 1978-ban készült, a Chateau Snavely címet viselte, az ABC azonban az első rész után leállíttatta a gyártását, mivel az alkotók a tengerparti szállodát egy országúti motelre cserélték. Az ABC második próbálkozása az Amanda's volt, amelyben Basil és Sybil nemét felcserélték, de végül ez a sorozat sem készült el. A harmadik próbálkozás, melynek célja a Payne című sorozat elkészítése lett volna, szintén kudarcba fulladt. Németországban is készült egy Waczak szálló adaptáció.
A „Cheers” című sorozatról is úgy tartják, hogy az alapötlete a diszfunkcionális „család” munkahelyi életének bemutatására a Waczak szállóból származik. Arthur Mathews és Graham Linehan állítása szerint a Waczak szálló nagy hatással volt Father Ted („Ted atya”) című vígjátéksorozatukra.

## Érdekességek

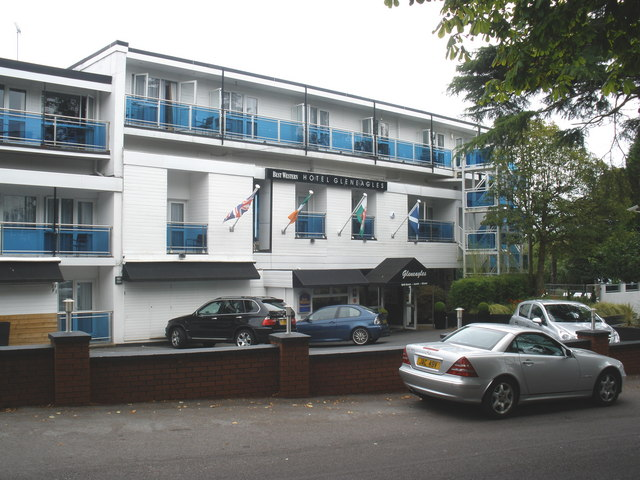
Az Anglia délnyugati részén fekvő Torquayben található Gleneagles Hotel 2009-ben

- Habár a sorozat főként Torquay-ben játszódik, a nagy részét nem ott vették fel. A külső felvételekhez a buckinghamshire-i Wooburn Grange Country Clubot használták, amely a sorozat befejeződése után egy ideig „Basil's” néven éjszakai mulatóként üzemelt, míg 1991 márciusában le nem égett egy tűzvész során.[11] Az épület maradványait később lerombolták, a telket pedig eladták. Az Észak-Londoni Harrow területén is készítettek felvételeket. Az egyetlen rész, amit Torquayben vettek fel, a „Vacsora ínyenceknek” című volt. Az Andre's Restaurant (ahonnan Basil elhozza a kacsát) külső felvételét egy helyi étteremnél készítették.
- Cleese és Booth az első sorozat készítésének idején (1975-ben) még házasok voltak – a második sorozat idejére (1979-re) tíz évi házasság után (1968–78) elváltak ugyan, de válásuk konfliktusoktól mentes békés elszakadás volt. A két színész a mai napig jó barátságban áll egymással.
- A Manuelt alakító Andrew Sachs két alkalommal is komolyabban megsérült a forgatás során. Először John Cleese véletlenül egy igazi fém serpenyővel ütötte le a gumiból készült helyett az „Esküvői vendégek” felvétele közben, amitől a színész eszméletét vesztette. A második baleset „A németek” című rész forgatásán történt, amelyben a konyhából való kirohanásnál a füstölő ruhát imitáló vegyszer okozott számára égési sérüléseket.
- Basil és Sybil házassági évfordulója április 17-ére esik.
- Brian Hall, aki Terryt, a séfet játszotta a második évadban, 1997-ben rákban elhunyt.
- Gilly Flower és Renee Roberts, akik Miss Tibbset és Miss Gatsbyt játszották, ismét ezeket a szerepeket alakították 1983-ban, az Only Fools and Horses című sorozatban.
- Andrew Sachs zsidó menekültként került a náci Németországból Nagy-Britanniába. Manuel a sorozat német változatában is az ő hangján szólal meg, szintén spanyol akcentussal.
- John Cleese 27 év után ismét Basil Waczakként tűnt fel: a 2006-os FIFA vb kapcsán ismertté vált dal, a Don't Mention the War címe az első évadbeli „A németek” című részből származik.

## Valódi Waczak szállók?
Számos hotel és panzió vette fel a „Fawlty Towers” nevet, például:
- Egy diákszálló az ausztráliai Darwinban, amely a A világ körül Michael Palinnel című sorozatban látható volt.
- Egy motel az izraeli Eilatban.
- Egy hotel Sidmouthban, amelyet az angol zászló színeire festettek.
- Egy hotel a turisták által sűrűn látogatott dél-kínai Jangsuóban.
- Egy hotel Rómában, a Termini állomás közelében.
- A Scotch Oakburn College diákszállója a tasmaniai Fingalban.
- Egy hotel a floridai Cocoa Beachen, a parttól egy háztömbnyire, angol zászlókkal és egy, a sorozatbeli hotelt ábrázoló képpel van feldíszítve. A táblája betűtípusa hasonlít arra, ami a sorozatban látható.

A cím szójáték formájában más létesítmények nevében is felbukkan:
- Az új-zélandi Christchurchben található egy magán diákszálló, amelyet a „Foley Towers” nevet viseli.
- A cornwalli Newquayben, található egy étkezést és szállást biztosító létesítmény, melynek neve „Salty Towers”.
- Számos indiai étterem található Nagy-Britanniában, amelyet Balti Towersnek hívnak.

## Ajánlott irodalom
- Fawlty Towers: A Worshipper's Companion, Leo Publishing, ISBN 91-973661-8-8